# Sønderjyske herreder
Sønderjylland eller Slesvig er inddelt i historiske herreder.

## Barvidsyssel
- Frøs Herred
- Kalvslund Herred
- Tyrstrup Herred
- Gram Herred
- Haderslev Herred
- Rangstrup Herred (senere delt i Nørre Rangstrup Herred og Sønder Rangstrup Herred)

## Ellumsyssel
- Slogs Herred
- Rise Herred
- Lundtoft Herred
- Nybøl Herred (Sundeved)
- Viding Herred (Wiedingharde)
- Kær Herred (Karrharde)

## Istedsyssel
- Nørre Gøs Herred (Nordergoesharde) med tingsted Bredsted
- Sønder Gøs Herred (Südergoesharde) med tingsted Hatsted
- Vis Herred (Wiesharde) med tingsted Hanved
- Ugle Herred (Uggelharde)
- Husby Herred (Husbyharde) med tingsted Husby
- Ny Herred (Nieharde)
- Strukstrup Herred (Struxdorfharde)
- Slis Herred (Schliesharde) eller Schleiharde
- Arns Herred (Arensharde) mit tingsted Skovby

## Fræslet
- Risby Herred (Risebyharde)
- Hytten Herred (Hüttener Harde)
- Krop Herred (Kroppharde)
- Kamp Herred, Hohn Herred eller Sorg Herred (''Hohner Harde)

## Udlande
- Bøking Herred Bökingharde
- Horsbøl Herred eller Hviding Herred Wiedingharde (til Ellumsyssel)
- Virik Herred (Langenæs) Wiriksharde
- Beltring Herred (oversvømmet) Beltringsharde
- Før Østerherred (Før) Föhr Osterharde
- Før Vesterherred Föhr Westerharde
- Pelvorm Herred (Pelvorm) Pellwormharde
- Edoms Herred med Rungholt (oversvømmet) Edomsharde
- Lundebjerg Herred (Nordstrand) Lundbergharde
- Sild Herred Sylt
- Ejdersted Herred (Tønning Herred / Ejdersted øst) Eiderstedt
- Everschop ((Garding Herred / Ejdersted nordvest) Evershop
- Udholm (Holmbo Herred / Ejdersted vest) Utholm

## Nyere sønderjyske herreder

### Haderslev Amt
- Nørre Rangstrup Herred
- Sønder Tyrstrup Herred

### Sønderborg Amt
- Als Nørre Herred
- Als Sønder Herred

### Tønder Amt
- Hviding Herred
- Tønder, Højer og Lø Herred
- (Møgeltønder Herred)

### Aabenraa Amt
- Sønder Rangstrup Herred